# Itame regularis
Itame regularis är en fjärilsart som beskrevs av Paul Dognin 1902. Itame regularis ingår i släktet Itame och familjen mätare. Inga underarter finns listade i Catalogue of Life.